# Hephaestus fuliginosus
Hephaestus fuliginosus är en fiskart som först beskrevs av Macleay, 1883.  Hephaestus fuliginosus ingår i släktet Hephaestus och familjen Terapontidae. Inga underarter finns listade i Catalogue of Life.